# Sanhoane (Santa Marta de Penaguião)
Sanhoane era una freguesia portuguesa del municipio de Santa Marta de Penaguião, distrito de Vila Real.

## Historia
Fue suprimida el 28 de enero de 2013, en aplicación de una resolución de la Asamblea de la República portuguesa promulgada el 16 de enero de 2013 al unirse con las freguesias de São Miguel de Lobrigos y São João Baptista de Lobrigos, formando la nueva freguesia de Lobrigos (São Miguel e São João Baptista) e Sanhoane.